# ناقص‌ها
ناقص‌ها (انگلیسی: The Defects؛ کره‌ای: 아이쇼핑) مجموعه تلویزیونی محصول کره جنوبی با بازی یوم جونگ آه، وون جین آه، چوی یونگ جون، دکس و اوه سونگ جون است. این مجموعه از ۲۱ ژوئیه ۲۰۲۴، روزهای دوشنبه و سه‌شنبه ساعت ۲۲:۰۰ (کی‌اس‌تی) از شبکهٔ ئی‌ان‌ای پخش خواهد شد و به‌طور همزمان برای استریم در پلتفرم جینی تی‌وی قابل دسترسی خواهد بود.

## خلاصه داستان
ناقص‌ها یک مجموعه اکشن دلهره‌آور است که به داستان بقا و انتقام کودکانی می‌پردازد که پس از رها شدن از سوی والدین ناتنی خود، به سختی از مرز مرگ جان سالم به در برده‌اند.

## بازیگران
- یوم جونگ آه در نقش کیم سه هی[۱]
- وون جین آه در نقش کیم آه هیون[۱]
- چوی یونگ جون در نقش وو ته شیک[۱]
- دکس در نقش جونگ هیون[۱]
- اوه سونگ جون در نقش سوک سو[۲]
- لی نا اون در نقش سو می[۳]

## تولید
فیلمنامهٔ این مجموعه را آن سو جونگ نوشته و کارگردانی آن را اوه کی هوان بر عهده دارد؛ کارگردانی که پیش‌تر آثاری چون اس‌اف۸ (۲۰۲۰) و هنوز سی سالم نشده (۲۰۲۲) را ساخته است. این مجموعه توسط گروپ اِیت و تیک‌وان استودیو تهیه‌کنندگی شده است.